# Соег

Соег — река в России, протекает в Парфеньевском районе Костромской области. Устье реки находится в 43 км по правому берегу реки Вохтома. Длина реки составляет 22 км. Площадь бассейна — 82,9 км².
Исток Соега находится к востоку от деревни Завражье в 21 км к северо-западу от Парфеньева. Генеральное направление течения — северо-восток, затем восток. Русло крайне извилистое. На берегах реки деревни Завражье, Горелец, Левино, Хвостилово, Кунаково, Городище. Впадает в Вохтому напротив посёлка Вохтома.

## Данные водного реестра
По данным государственного водного реестра России относится к Верхневолжскому бассейновому округу, водохозяйственный участок реки — Унжа от истока и до устья, речной подбассейн реки — Бассей притоков Волги ниже Рыбинского водохранилища до впадения Оки. Речной бассейн реки — (Верхняя) Волга до Куйбышевского водохранилища (без бассейна Оки).
По данным геоинформационной системы водохозяйственного районирования территории РФ, подготовленной Федеральным агентством водных ресурсов:
- Код водного объекта в государственном водном реестре — 08010300312110000016263
- Код по гидрологической изученности (ГИ) — 110001626
- Код бассейна — 08.01.03.003
- Номер тома по ГИ — 10
- Выпуск по ГИ — 0